# Vladimíra
Vladimíra ist ein Vorname.

## Herkunft und Bedeutung
Der Name wird vor allem im Kroatischen und Slowenischen verwendet und ist die weibliche Form von Vladimir.

## Bekannte Namensträgerinnen
- Vladimíra Točeková (* 1984), slowakische Sommerbiathletin
- Vladimíra Uhlířová (* 1978), tschechische Tennisspielerin